# Stjepan Zelenika
Stjepan Zelenika (Kiseljak, 21. studenog 1958.), hrvatski književnik iz BiH.
Iako se književnim radom intenzivno počeo baviti 1997.g, naime tada je objavio prve priče u hrvatskoj književnoj periodici za kratko vrijeme počinje ubirati nagrade na polju beletristike kroz koju provlači kulturu, običaje, tradiciju i način življenja Hrvata srednjobosanskog podneblja od davnina do danas.
Na Hrvatskom radiju treći program objavljene su mu priče: Channeling, Jastrebine, O fra LJubinom grijehu, radio drama fra Grgina zapamćenja,
Na radiju BH1: Kruh, O obitelji Tucaković (ulomak iz Čuvari vremena) Zagledana u nizine, i radio drama...
Na natječaju Književnog kruga Karlovac za 2006. godine pričom "Bakino mjerenje" osvojio treće mjesto.
Pjesme su mu prevođene na njemački jezik.
Član je Međunarodnog instituta za književnost u Zagrebu.
Član je Društva pisaca BiH
Prosinac 2015. objavio zbirku priča Channeling i druge priče. HKD Napredak Kreševo.
U drugom mjesecu 2018. godine objavio roman "Most svjetova" Fojnica 2018.

## Djela
- "Kreševski zapisi": nesvršeno! vrijeme! trpno! (Ratna kronika 1992-1995g.),  HKD Napredak, Kiseljak,  2001. godine
- "Čuvari vremena", Književna zaklada-fondacija "Fra Grgo Martić", Kreševo, 2008., ISBN 978-9958-9120-4-7
- "Zaputovići - Obiteljski album" romansirani memoari, Kreševo, 2009.
- "Kristali minerala" minerološki vodić, Fojnica, 2009.
- "Lédäri" dokumentarna radio drama (Feljton, Oslobođenje, rujan 2010.g.)
- "Jastrebine" priča, Motrišta, br 48, 2010.Zbirka PRIČE Gratiartis, Bruxelles,studeni 2010.
- "Žene cuga i rock ´n´ roll" priča, Hrvatska misao, br. 2-3/09 ( 51-52)Matica hrvatska Sarajevo.Zbirka PRIČE Gratiartis, Bruxelles, studeni 2010.
- "Per aspera" roman, IK Bosanska riječ Tuzla, 2011.
- "Šimino rođenje, ćaćin veker i meterini pilići" priča LACUNA MAG 1. Danska
- "Bakino mjerenje" priča, zbirka priča "Vrijeme pričom otključano" Gratiartis, Bruxelles, sječanj, 2012.

- "Slike iz varoši" radio drama ušla s još tri u otkup na natjrečaju radija BH1 za 2013.godinu
- "Premlada za ljubav, početak ili kraj" priča, Doznajemo.com